# Max Fuxberg
Max Peter Fuxberg, född 23 juli 1985 i Sankt Petri församling, Malmö är en svensk före detta fotbollsspelare.
Fuxbergs moderklubb är Malmö FF. Han spelade 2005 för Bodens BK. Han spelade mellan 2006 och 2007 för Limhamn Bunkeflo. Inför säsongen 2008 värvades han av Trelleborgs FF, för vilka han skrev på ett treårskontrakt. Han lämnade klubben efter säsongen 2010, då de valde att inte förlänga hans kontrakt. Han skrev på ett ettårskontrakt med Limhamn Bunkeflo inför säsongen 2011. Fuxberg skrev i februari 2012 på för Karlbergs BK, men i april 2012 blev han istället klar för division 1-klubben Vasalunds IF. Efter säsongen 2012 lämnade han klubben.
Fuxberg har spelat elva landskamper och gjort ett mål för Sveriges U17-landslag. Han har även spelat sexton landskamper för Sveriges U19-landslag.
Han har colombianska rötter från sin mamma, som växte upp i Colombia.

### Webbkällor
- Max Fuxberg på Svenska Fotbollförbundets webbplats
- Max Fuxberg på elitefootball